# Campeonato Mundial Júnior de Patinação Artística no Gelo de 1994
O Campeonato Mundial Júnior de Patinação Artística no Gelo de 1994 foi a décima nona edição do Campeonato Mundial Júnior de Patinação Artística no Gelo, um evento anual de patinação artística no gelo organizado pela União Internacional de Patinação (em inglês:  International Skating Union) onde os patinadores artísticos competem pelo título de campeão mundial júnior. A competição foi disputada entre os dias 28 de novembro e 5 de dezembro de 1993, na cidade de Colorado Springs, Colorado, Estados Unidos.

## Eventos
- Individual masculino
- Individual feminino
- Duplas
- Dança no gelo

## Medalhistas
| Evento                        | Ouro                                          | Prata                                             | Bronze                                       |
| Individual masculino detalhes | Michael Weiss · Estados Unidos                | Naoki Shigematsu · Japão                          | Jere Michael · Estados Unidos                |
| Individual feminino detalhes  | Michelle Kwan · Estados Unidos                | Krisztina Czakó · Hungria                         | Irina Slutskaya · Rússia                     |
| Duplas detalhes               | Maria Petrova · Anton Sikharulidze · Rússia   | Caroline Haddad · Jean-Sebastien Fecteau · Canadá | Galina Efremenko · Evgeni Gigurski · Ucrânia |
| Dança no gelo detalhes        | Sylwia Nowak · Sebastian Kolasiński‎ · Polônia | Ekaterina Svirina · Sergey Sakhonovski · Rússia   | Agnes Jacquemard · Alexis Gayet · França     |

## Resultados

### Individual masculino
| Pos.              | Nome               | Nacionalidade    |
| ----------------- | ------------------ | ---------------- |
| Medalha de ouro   | Michael Weiss      | Estados Unidos   |
| Medalha de prata  | Naoki Shigematsu   | Japão            |
| Medalha de bronze | Jere Michael       | Estados Unidos   |
| 4                 | Aleksey Yagudin    | Rússia           |
| 5                 | Evgeny Martynov    | Ucrânia          |
| 6                 | John Bevan         | Estados Unidos   |
| 7                 | Yunfei Li          | China            |
| 8                 | Alexander Abt      | Rússia           |
| 9                 | Li Xia             | China            |
| 10                | Jeffrey Langdon    | Canadá           |
| 11                | Ilia Kulik         | Rússia           |
| 12                | Makoto Okazaki     | Japão            |
| 13                | Maxim Shevtsov     | Ucrânia          |
| 14                | Michael Hopfes     | Alemanha         |
| 15                | Hristo Turlakov    | Bulgária         |
| 16                | Markus Leminen     | Finlândia        |
| 17                | Thierry Cerez      | França           |
| 18                | Yvan Desjardins    | Canadá           |
| 19                | Dmitri Malluchenko | Ucrânia          |
| 20                | Florian Tuma       | Áustria          |
| 21                | Tobias Karlsson    | Suécia           |
| 22                | Stuart Bell        | Reino Unido      |
| 23                | Karel Nekola       | República Tcheca |
| 24                | Margus Hernits     | Estônia          |

### Individual feminino
| Pos.              | Nome                  | Nacionalidade    |
| ----------------- | --------------------- | ---------------- |
| Medalha de ouro   | Michelle Kwan         | Estados Unidos   |
| Medalha de prata  | Krisztina Czakó       | Hungria          |
| Medalha de bronze | Irina Slutskaya       | Rússia           |
| 4                 | Tanja Szewczenko      | Alemanha         |
| 5                 | Rena Inoue            | Japão            |
| 6                 | Hanae Yokoya          | Japão            |
| 7                 | Anna Rechnio          | Polônia          |
| 8                 | Szusanna Szwed        | Polônia          |
| 9                 | Irena Zemanová        | República Tcheca |
| 10                | Jennifer Robinson     | Canadá           |
| 11                | Nadezhda Kovalevskaya | Rússia           |
| 12                | Malika Tahir          | França           |
| 13                | Inna Zayets           | Ucrânia          |
| 14                | Astrid Hochstetter    | Alemanha         |
| 15                | Julia Lautowa         | Áustria          |
| 16                | Nicole Skoda          | Suíça            |
| 17                | Jenna Pitman          | Estados Unidos   |
| 18                | Andrea Westenhuber    | Alemanha         |
| 19                | Viktoria Dimitrova    | Bulgária         |
| 20                | Hannele Lundstrom     | Finlândia        |
| 21                | Yuko Fukuya           | Japão            |
| 22                | Tamara Panjkret       | Croácia          |
| 23                | Laetitia Bajot        | França           |
| 24                | Stephanie Main        | Reino Unido      |

### Duplas
| Pos.              | Nome                                     | Nacionalidade |
| ----------------- | ---------------------------------------- | ------------- |
| Medalha de ouro   | Maria Petrova / Anton Sikharulidze       | Rússia        |
| Medalha de prata  | Caroline Haddad / Jean-Sebastien Fecteau | Canadá        |
| Medalha de bronze | Galina Maniachenko / Evgeni Gigurski     | Ucrânia       |
| ...               |                                          |               |
| 10                | Julie Lawrenson / Shane Dennison         | Canadá        |
| ...               |                                          |               |
| 13                | Jennifer Pregnolato / Sébastien Morin    | Canadá        |
| ...               |                                          |               |

### Dança no gelo
| Pos.              | Nome                                   | Nacionalidade |
| ----------------- | -------------------------------------- | ------------- |
| Medalha de ouro   | Sylwia Nowak / Sebastian Kolasiński    | Polônia       |
| Medalha de prata  | Ekaterina Svirina / Sergey Sakhonovski | Rússia        |
| Medalha de bronze | Agnes Jacquemard / Alexis Gayet        | França        |
| 4                 | Chantal Lefebvre / Patrice Lauzon      | Canadá        |
| ...               |                                        |               |
| 16                | Angelic Monté / Jonathan Lapointe      | Canadá        |
| ...               |                                        |               |

## Quadro de medalhas
| Ordem | País           | Medalha de ouro | Medalha de prata | Medalha de bronze |    | Ordem por total |
| ----- | -------------- | --------------- | ---------------- | ----------------- | -- | --------------- |
| 1     | Estados Unidos | 2               |                  | 1                 | 3  | 1               |
| 2     | Rússia         | 1               | 1                | 1                 | 3  | 1               |
| 3     | Polônia        | 1               |                  |                   | 1  | 3               |
| 4     | Canadá         |                 | 1                |                   | 1  | 3               |
| 4     | Hungria        |                 | 1                |                   | 1  | 3               |
| 4     | Japão          |                 | 1                |                   | 1  | 3               |
| 7     | França         |                 |                  | 1                 | 1  | 3               |
| 7     | Ucrânia        |                 |                  | 1                 | 1  | 3               |
| TOTAL | TOTAL          | 4               | 4                | 4                 | 12 | —               |